# Economia Maltei
Malta este o economie puternic industrializată, bazată pe servicii. Este clasificată ca economie avansată de Fondul Monetar Internațional  și este considerată o țară cu venituri mari de către Banca Mondială  și drept o economie bazată pe inovație de către Forumul Economic Mondial.  Malta este membră a Uniunii Europene și a zonei euro, adoptând oficial moneda euro la 1 ianuarie 2008. 
Punctele forte ale economiei din Malta sunt locația sa strategică, fiind situată în mijlocul Mării Mediterane la o răscruce între Europa, Africa de Nord și Orientul Mijlociu, economia de piață liberă complet dezvoltată, populația multilingvă (88% din maltezi vorbesc engleză), forță de muncă productivă, impozit pe profit redus și finanțe bine dezvoltate. Economia depinde de comerțul exterior, producția (în special electronică), turismul și serviciile bancare. În 2014, peste 1,7 milioane de turiști au vizitat insula.